# Orthosia violacea
Orthosia violacea là một loài bướm đêm trong họ Noctuidae.